# Kirchspiel Haltern
Kirchspiel Haltern è una frazione della città di Haltern am See, nella Renania Settentrionale-Vestfalia, in Germania.
Già comune autonomo, il 1º gennaio 1975 fu incorporato a Haltern am See e, parzialmente, a Dülmen.